# Julián Alonso
Julián Alonso Pintor (* 2. August 1977 in Canet de Mar) ist ein ehemaliger spanischer Tennisspieler.

## Leben
Alonso trat 1994 und 1995 bei den Orange Bowl International Championships, der inoffiziellen Tennis-Juniorenmeisterschaft in Miami Beach an, und erreichte jeweils das Viertelfinale. 1994 unterlag er Nicolás Lapentti, im Jahr darauf Tommy Haas. 1996 wurde er Tennisprofi und konnte bereits im darauf folgenden Jahr seine ersten Titel auf der ATP World Tour erringen. Im Einzel gewann er in Santiago gegen den Lokalmatador Marcelo Ríos, im Doppel siegte er an der Seite von Karim Alami in Marbella. Im Jahr darauf holte er den jeweils zweiten und letzten Turniersieg in Einzel und Doppel. Zudem errang er auf der ATP Challenger Tour zwei weitere Einzel- sowie drei Doppeltitel. Die höchste Notierung in der Tennis-Weltrangliste erreichte er 1998 mit Position 30 im Einzel sowie Position 53 im Doppel.
Sein bestes Einzelergebnis bei einem Grand-Slam-Turnier war das Erreichen der zweiten Runde der Australian Open, was ihm zwei Jahre in Folge gelang. In der Doppelkonkurrenz stand er 1998 an der Seite von Nicolás Lapentti im Viertelfinale der French Open, nachdem sie in der ersten Runde die an Position fünf gesetzten Ellis Ferreira und Rick Leach bezwungen hatten.
Alonso spielte zwischen 1998 und 1999 zwei Einzel- sowie drei Doppelpartien für die spanische Davis-Cup-Mannschaft. Seine beiden Einzelpartien gewann er, von den drei Doppelbegegnungen gab er zwei ab. Sein größter Erfolg mit der Mannschaft war die Teilnahme am Halbfinale der Weltgruppe 1998. Bei der 1:4-Niederlage gegen Schweden gewann er den einzigen Punkt für Spanien durch einen Sieg über Thomas Johansson.

## Turniersiege
| Legende                       |
| Grand Slam                    |
| Tennis Masters Cup            |
| ATP Masters Series            |
| ATP International Series Gold |
| ATP International Series (4)  |

### Einzel
| Nr. | Datum | Turnier  | Belag | Finalgegner  | Ergebnis |
| --- | ----- | -------- | ----- | ------------ | -------- |
| 1.  | 1997  | Santiago | Sand  | Marcelo Ríos | 6:2, 6:1 |
| 2.  | 1998  | Bologna  | Sand  | Karim Alami  | 6:1, 6:4 |

### Doppel
| Nr. | Datum | Turnier     | Belag     | Partner        | Finalgegner                       | Ergebnis      |
| --- | ----- | ----------- | --------- | -------------- | --------------------------------- | ------------- |
| 1.  | 1997  | Marbella    | Sand      | Karim Alami    | Alberto Berasategui Jordi Burillo | 4:6, 6:3, 6:0 |
| 2.  | 1998  | Long Island | Hartplatz | Javier Sánchez | Brandon Coupe Dave Randall        | 6:4, 6:4      |